# Missile balistico sublanciato

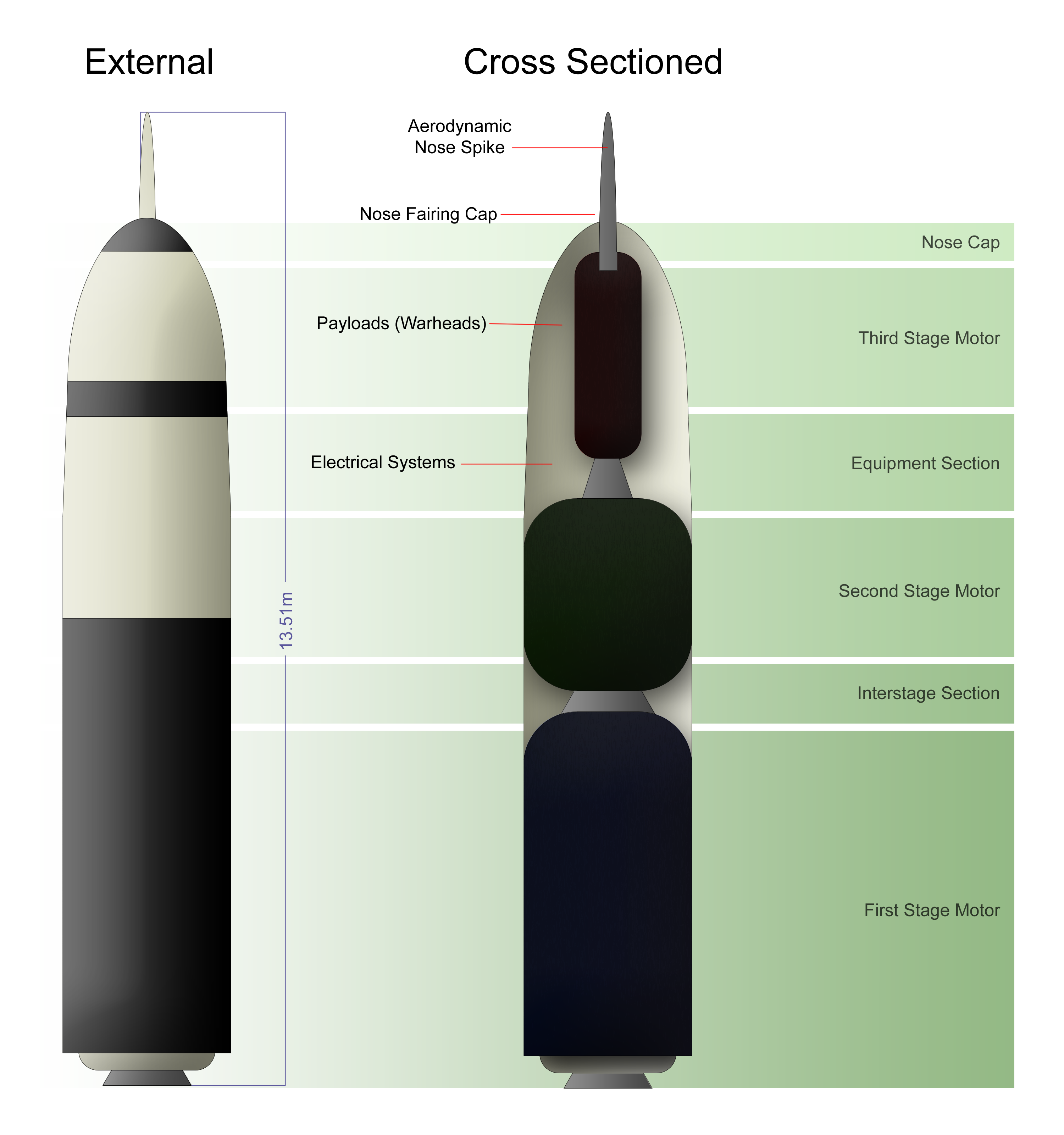
Disegno di un Trident II D5

Disegno dei francesi M4, M45 e M51

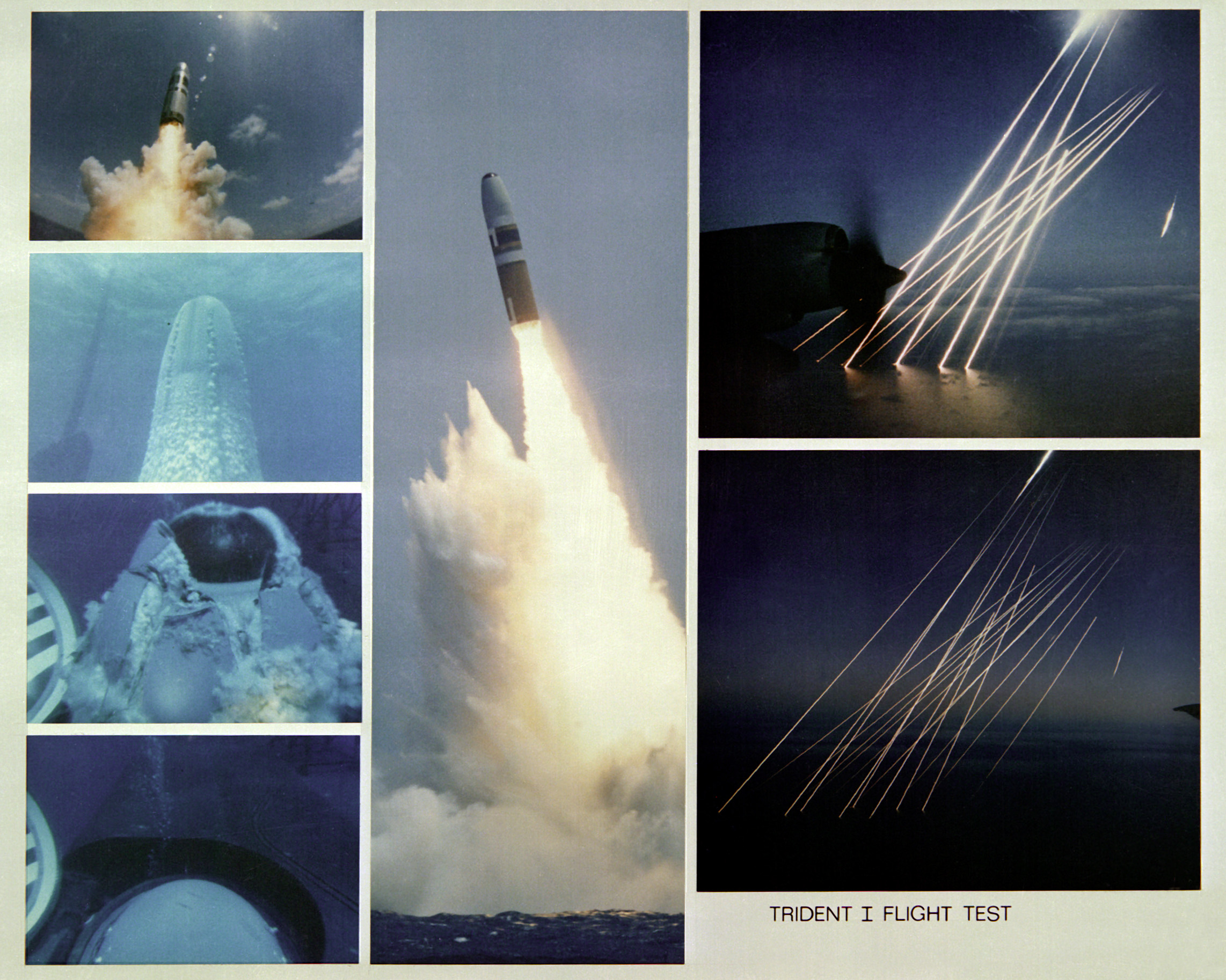
Sequenza di lancio di un Trident C4 e tracce luminose delle diverse testate nucleari ospitate sul missile.

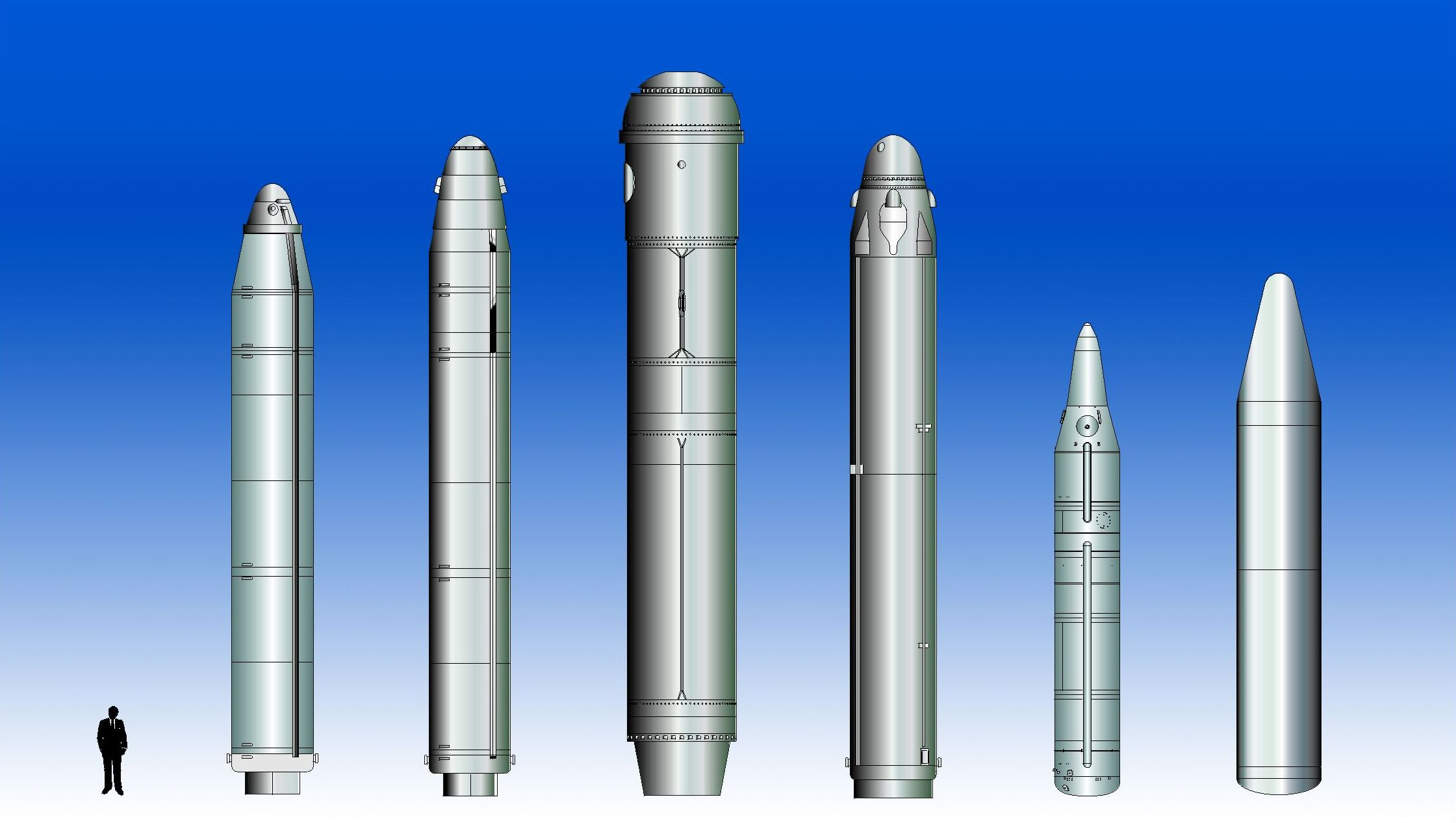
Confronto tra diversi SLBM prodotti. Da sinistra a destra:
SS-N-8 • SS-N-18 • SS-N-20 • SS-N-23 • JL-1 (CSS-NX-3) • JL-2 (CSS-NX-4)

SLBM è una sigla inglese che sta per Submarine-launched ballistic missile ovvero "missile balistico lanciato da sottomarino". Con questo termine si indicano i missili balistici intercontinentali di cui sono dotati i sottomarini lanciamissili balistici.
L'Italia, agli inizi degli anni sessanta, avrebbe voluto acquisire quattro missili SLBM con testata nucleare di tipo Polaris da installare sull'incrociatore Giuseppe Garibaldi, ma gli Stati Uniti non fornirono i missili per ragioni di natura politica.

## Missili balistici sublanciati
Segue una lista di SLBM, con specifica dello stato di servizio al 2021:
- U.S. Navy
  - UGM-27 Polaris - ritirati
  - UGM-73 Poseidon - ritirati
  - UGM-96 Trident I - ritirati
  - UGM-133 Trident II - in servizio
- Voenno-morskoj flot /  Voenno-morskoj flot 
(Tra parentesi il nome in codice NATO)
  - R-13 - (NATO SS-N-4 Sark) - ritirati
  - R-21 - (NATO SS-N-5 Serb) - ritirati
  - R-27 - (NATO SS-N-6 Serb) - ritirati
  - R-29 - (NATO SS-N-8 Sawfly) - ritirati
  - R-29RM Štil- (NATO SS-N-23 Skiff) - ritirati
  - R-31 - (NATO SS-N-17 Snipe) - ritirati
  - R-39 - (NATO SS-N-20 Sturgeon) - ritirati
  - R-29RKU-02 - (NATO SS-N-18 Stingray) - in servizio
  - R-29RMU2 Sineva - (NATO SS-N-23 Skiff) - in servizio
  - R-29RMU2.1 Layner - (NATO) - in servizio
  - R-30 Bulava - (NATO SS-N-32) - in servizio
- Royal Navy (U.S. supplied)
  - UGM-27 Polaris e Chevaline - ritirati
  - UGM-133 Trident II - in servizio
- Marine nationale
  - M-1 MSB - ritirati
  - M-2 MSB - ritirati
  - M-20 MSB - ritirati
  - M-4 MSBS - ritirati
  - M-45 MSBS - ritirati
  - M-51 MSBS - in servizio
- Marina dell'EPL
  - JL-1 (CSS-NX-3) - ritirati
  - JL-2 (CSS-NX-4) - in servizio
- Indian Navy
  - K-15 - in attesa dei sottomarini
  - K-4 - in fase di test
  - K-5  - in sviluppo
- Marina militare del popolo coreano
  - KN-11  - in servizio
- Daehanminguk Haegun
  - Hyunmoo 4-4 - in fase di test

## Classificazione dei missili balistici
- Missile balistico a corto raggio (SRBM) meno di 1.000 km (meno di 621 miglia)
- Missile balistico a medio raggio (MRBM) tra 1.000 e 3.000 km (621 - 1.864 miglia)
- Missile balistico a raggio intermedio (IRBM) tra 3.000 e 5.500 km (1.864 - 3.418 miglia)
- Missile balistico intercontinentale (ICBM) più di 5.500 km (più di 3.418 miglia)
- Missile balistico sublanciato (SLBM) lanciato da SSBN
- URBM